# Abd el-Káder
Abd el-Káder al-Dzsazáirí, akit röviden  csak Abd el-Káderként emlegetnek (1808. szeptember 6. – Damaszkusz, 1883. május 26.) algériai származású muszlim tudós, szúfista, a 19. század közepén a franciák elleni felkelés vezetője hazájában, emiatt Algéria egyik nemzeti hőse.

## Neve
Születési neve magyar átírással Abdelkáder íbn Muhji ad-Dín vagy Abdelkáder ibn Muhjeddjen. Ez az Arab név rendszer szerint van, az "ibn Muhieddiene" Muhieddiene fiát jelent. Az al-Dzsazáiri (al-Jazairi) azt jelenti hogy "az Algériai", ez egy ragadvány név volt, hazájára utalva. Nevének Arabról Latinra, és főleg Magyarra fordításának sok féle változata van ezért is láthatjuk azt hogy ebben a cikkben is néha változik a név helyesírása.

## Korai évek
Mászkarában született, ami a mai Oránhoz közel fekvő katonai tábor volt. Apja, Muhji ad-Dín Haszani (Muhieddiene Hassani), a qadari szúfi rend tagja, Mohamed próféta leszármazottja volt. Neveltetésében a katonai képességek fejlesztése mellett a tudományok is szerepet kaptak, teológiát és nyelvészetet tanult. 1825-ben apjával együtt teljesítette mekkai zarándoklatát, ahol hosszas beszélgetéseket folytatott Imám Samíllal, majd meglátogatta több neves muszlim tudós sírját is Bagdadban, illetve Damaszkuszban. Ez az utazás, valamint Mohamed Ali egyiptomi reformjai nagy hatást tettek rá. Pár hónappal a francia megszállás előtt tért haza.

## A francia megszállás alatt
1830-ban érkeztek a franciák Algériába. Az eredeti algériai szultán (aki egy török vazallus volt) legyőzése utána Algéria káoszba ereszkedett. Két év alatt számos törzs támogatását megszerezte, s az emír címet felvéve megkezdte a franciák elleni felkelés megszervezését. 1842-ig tulajdonképpen gerillaharcot folytattak csapatai, és számos kisebb-nagyobb győzelmet arattak a franciák felett, mint például a Sig-i csata. Algéria nyugati területén volt igazán sikeres, itt tudta leginkább egyesíteni a törzseket. Viszont a Franciák megtöbbszörözték hadseregüket Algériában, 1837-ben, egy évvel a csúfos vereséggel végződő első Kaszentínai csata után a Franciák sikeresen bevették Kaszentína városát ezzel eltaposva a keleti algériai ellenállókat Ahmed Bég vezetése alatt. Abdelkáder még folytatta a harcot, de 1844-re, 12 év harc után vissza kellett vonulnia biztonságért Marokkóba. Megmaradt algériai területeiről még 3 évig folytatta a harcot, de 15 év harc után, 1847-ben a Marokkói szultán aki veszélyben érezte magát, kiszorította őt a határon ahol majd a Franciák körbevették majd elfogták őt.
A franciák száműzték őt hazájából, kérvényét hogy szabad utat kapjon a Török Birodalomba megtagadták. 5 évig raboskodott Franciaországban. III. Napóleon 1852 októberében visszaadta szabadságát és 100 000 frank évi nyugdíjat engedélyezett neki.
Abd el-Káder eleinte Brusszába, 1855-ben pedig Damaszkuszba költözött. Itt 1860-ban az üldözött keresztények védelmére kelt, amiért III. Napóleon a Francia becsületrend nagykeresztjével tüntette ki.
Írt egy vallás-bölcsészeti munkát arab nyelven, melyet a francia akadémia Dugat francia átdolgozásában Rappel a l'intelligent, avis a l'indifférent cím alatt adott ki (Párizs, 1858).
Fiainak egy része francia nyugdíjból élt, más része török szolgálatba lépett.